# 修女院教堂 (慕尼黑)
48°08′14″N 11°34′9″E / 48.13722°N 11.56917°E

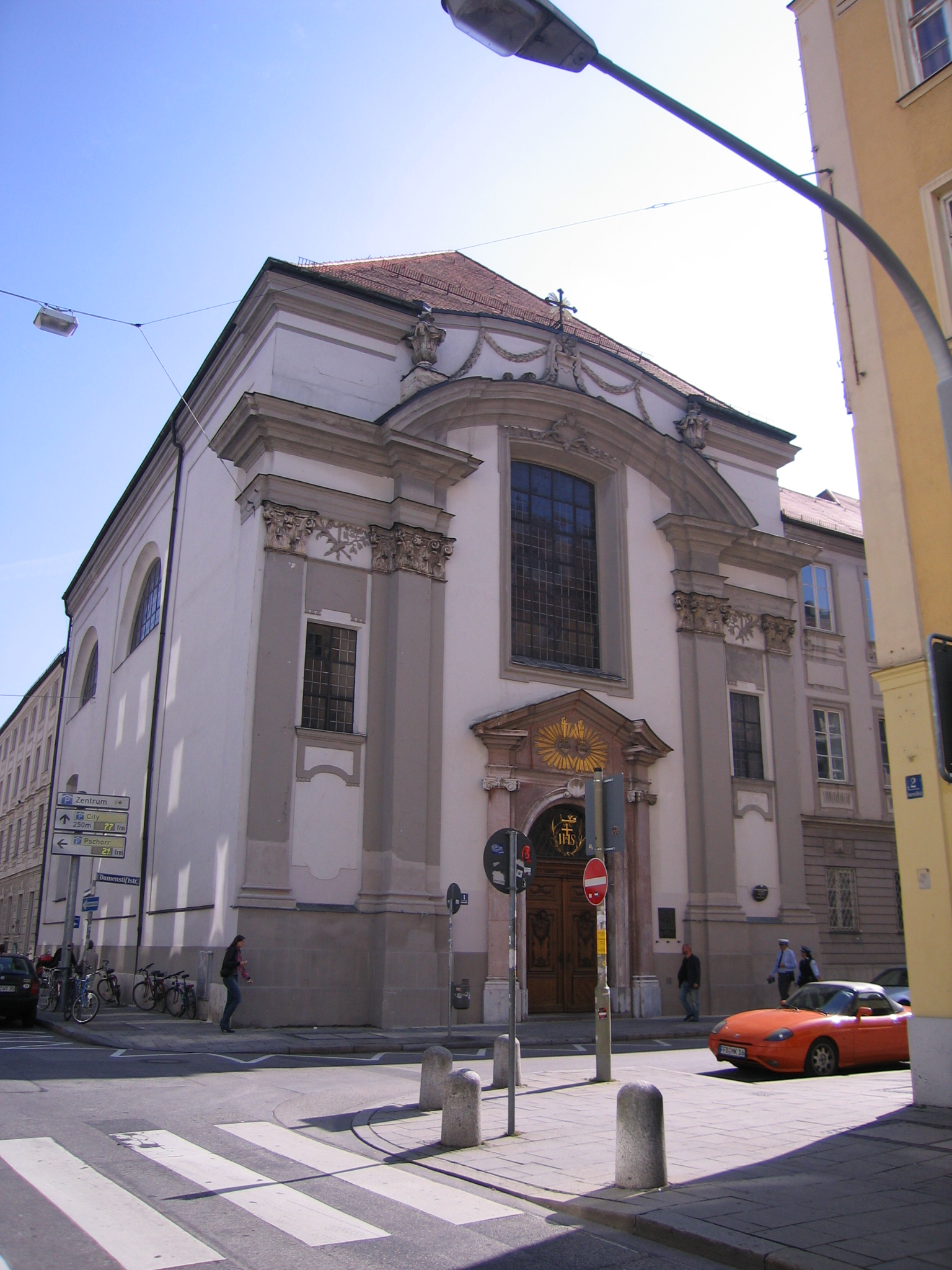

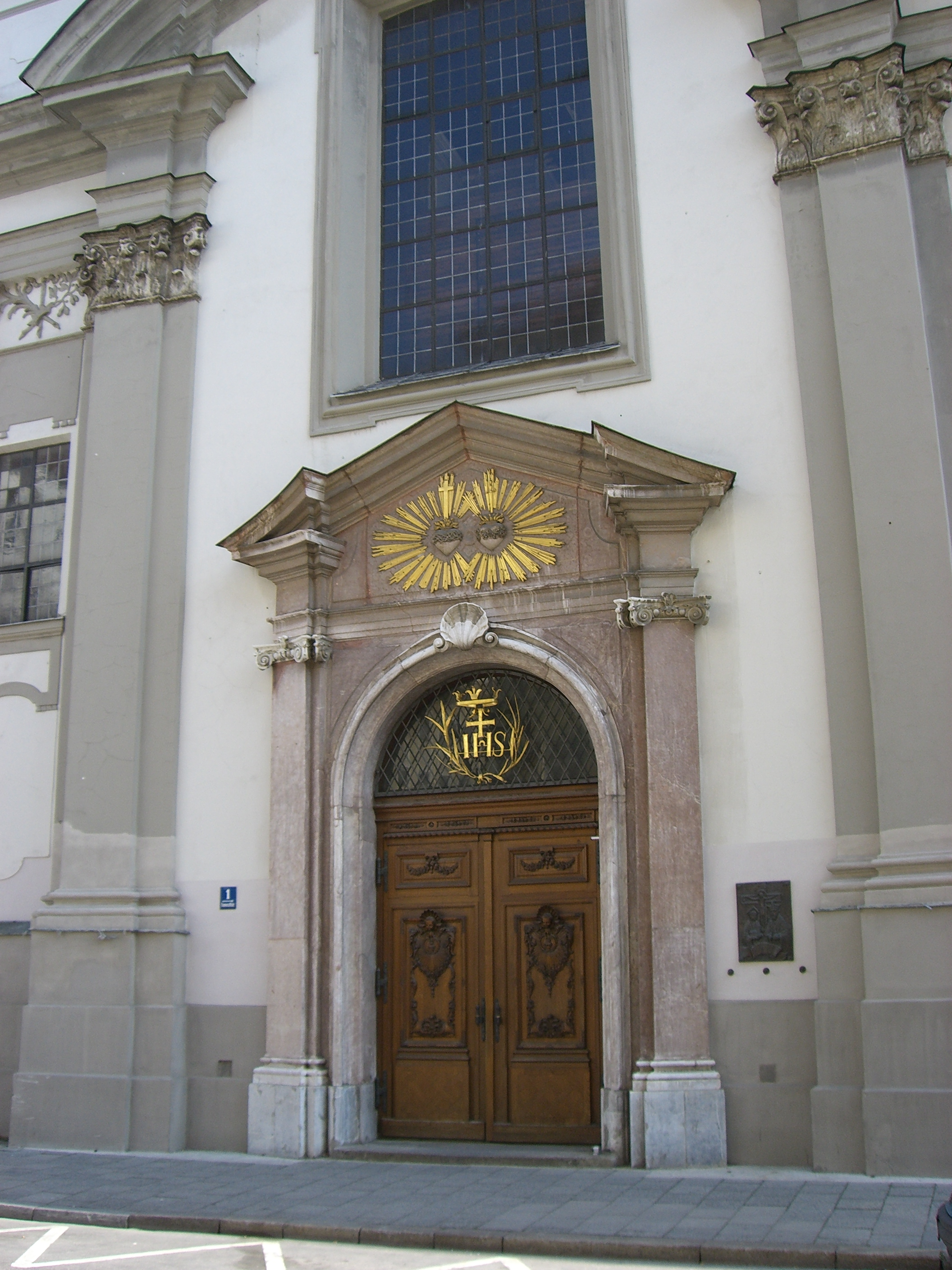

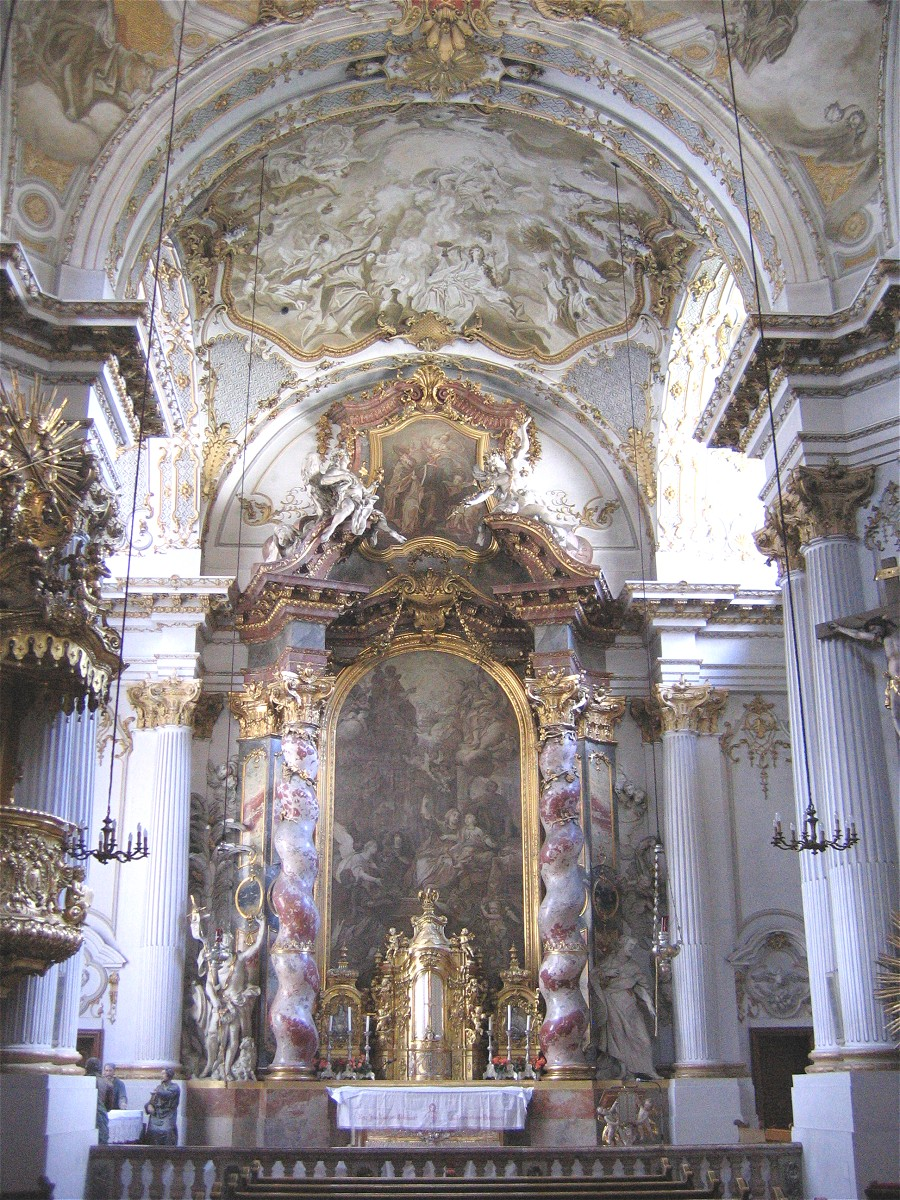

修女院圣亚纳教堂（St Anna Damenstiftskirche）是德国南部慕尼黑的一座罗马天主教小教堂。
在18世纪选帝侯查理·阿尔伯特（后来的皇帝查理七世)委托，1733年奠定了基石.成立了一个修女院。建筑师是Johann Baptist Gunetzrhainer，而阿萨姆兄弟负责室内设计。1735年，教堂祝圣。
在二战中，该堂被毁，仅存外墙。内部在1980年按老照片修复，但壁画现在被绘成黑白。
2014年9月1日，天主教慕尼黑-弗赖辛总教区总主教赖因哈德·马克思枢机将该堂委托给聖伯多祿司鐸兄弟會。此后，该堂每日弥撒采用罗马礼仪的特殊形式。